# Jakab Jenő
Szentgericei Jakab Jenő (Székelykeresztúr, 1914. március 21. – Budapest, 1996. február 17.) unitárius lelkész, jogász és az Unitárius Egyház jogtanácsosa.

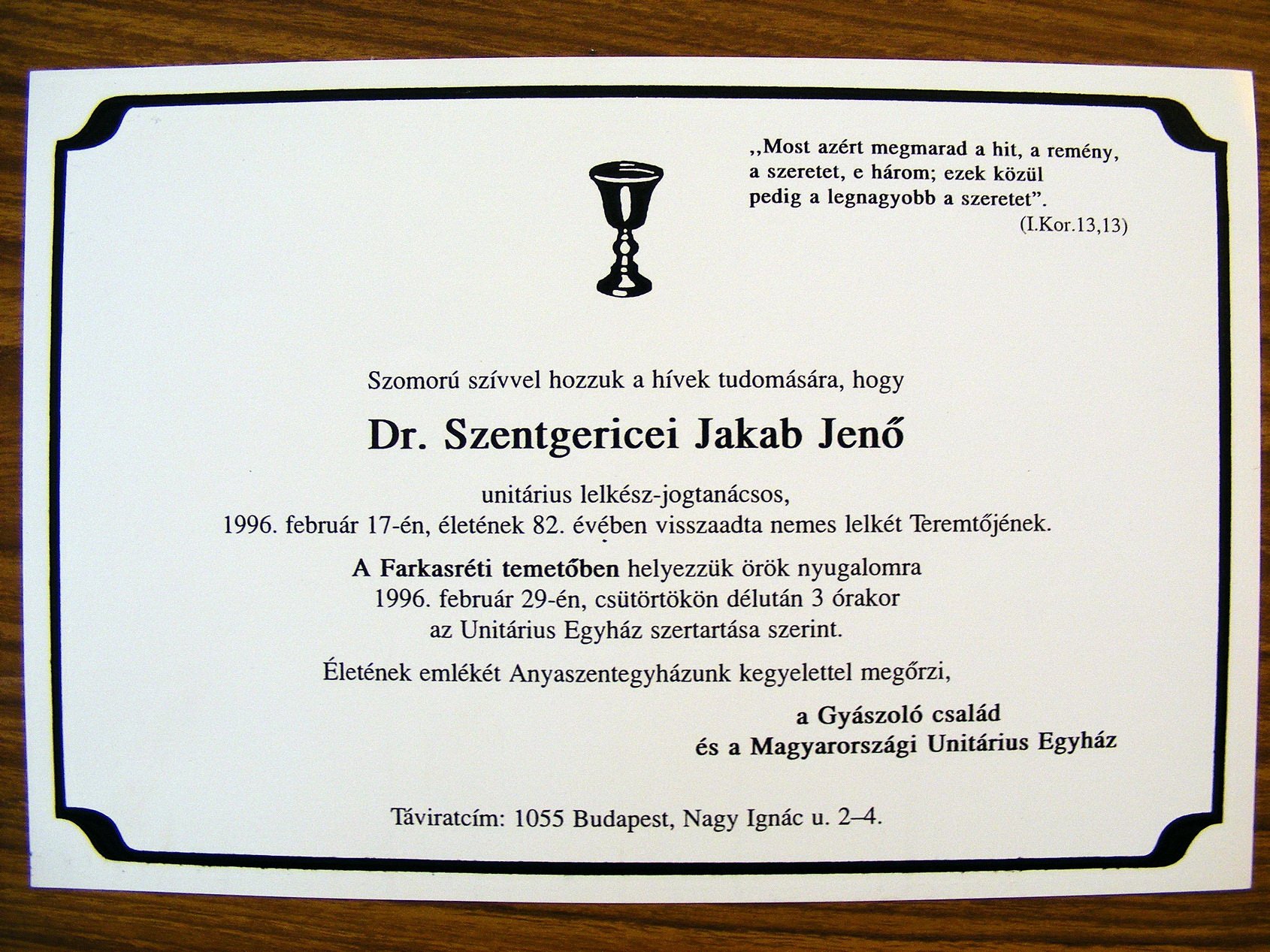
Dr. Szentgericei Jakab Jenő gyászjelentése

## Életútja
Iskoláit Székelykeresztúron kezdte, majd beiratkozott a kolozsvári unitárius teológiára, ahol csak két évet végzett el. Átiratkozott a Kolozsvári Magyar Királyi Ferenc József Tudományegyetem államtudományok szakára, ahol jogi végzettséget szerzett. 
1940 és 1944 között a könyvszakmában dolgozott, Kolozsváron üzletet vezetett és könyvkiadással, könyvkereskedéssel foglalkozott. Kiadásában jelent meg többek között az Egy Istenünk, Egy Magyar Hazánk című unitárius írásokat összegyűjtő kiadvány.
A második világháborút követően Magyarországon telepedett le. Az unitárius egyháznál lelkészi szolgálatot vállalt, előbb Kocsordon, majd Hódmezővásárhelyen volt lelkész. 1950-ben szentelték fel lelkésznek. 1965-ben lemondott a hódmezővásárhelyi lelkészi állásáról, és világi állásokban jogtanácsosként dolgozott, legutóbb egy téeszben.
Világi állásából való nyugdíjba vonulását követően, visszatért az egyház szolgálatába és a Pestszentlőrinci Unitárius Egyházközség lelkésze lett 1983 és 1995 között. Írásai jelentek meg az Unitárius Életben és jogtanácsosa volt az unitárius egyháznak. 1996. február 17-én hunyt el. A Farkasréti temetőben helyezték el február 29-én. 